# Sárvári Éva
Sárvári Éva (Budapest, 1931. március 9. –) író.

## Életútja
Szüleit korán elvesztette, nővére nevelte fel. 
Az 1956-os forradalom után Magyarországról menekülve Dániába, majd 1957-ben Ausztráliába, Melbourne-be került.
1966-ban átköltözött Kanadába, Torontóba; titkárnőként, majd az Ontario Government tisztviselőjeként dolgozott.
Emigrációs tapasztalatait bemutató regényeket és elbeszéléseket írt. Emigráns lapokban publikált.
A "Kigyúlt a fény" című regényét a clevelandi Magyar Társaság Árpád Bronz Éremmel tüntette ki, a Los Angeles-i Új Világ irodalmi pályázatán, valamint a clevelandi Képes Világhíradó pályázatán első, illetve második díjat nyert.

## Művei
- Kigyúlt a fény (regény, Toronto 1972.)
- Félúton (regény, Toronto 1975.)
- Messze Délen (regény, München 1976.)
- Egy tál arany a szivárvány végén (regény, Lakitelek 1994.)

## Szakirodalom
- Tűz Tamás (Nemzetőr 1973/274.)